# Episodi di CSI - Scena del crimine (dodicesima stagione)
La dodicesima stagione della serie televisiva CSI - Scena del crimine è stata trasmessa sul canale statunitense CBS dal 21 settembre 2011 al 9 maggio 2012.
Invece in Italia è andata in onda la prima parte (ep. 1-12) dal 1º marzo al 10 maggio 2012 e la seconda parte (ep. 13-22) dal 27 settembre al 29 novembre 2012 su Fox Crime. Invece in chiaro viene trasmessa su Italia 1 dal 3 giugno al 13 agosto 2013.
Laurence Fishburne, che interpretava Raymond Langston, è assente in questa stagione ed è stato rimpiazzato da Ted Danson nel ruolo di D. B. Russell. Marg Helgenberger, interprete di Catherine Willows, lascia la serie e a partire dal quattordicesimo episodio entra a far parte del cast principale l'attrice Elisabeth Shue, sostituendo in questo modo Marg Helgenberger, nel ruolo di Julie "Finn" Finlay.
| nº | Titolo originale     | Titolo italiano                  | Prima TV USA      | Prima TV Italia   |
| -- | -------------------- | -------------------------------- | ----------------- | ----------------- |
| 1  | 73 seconds           | 73 secondi                       | 21 settembre 2011 | 1º marzo 2012     |
| 2  | Tell-Tale Hearts     | Delitto per delitto              | 28 settembre 2011 | 1º marzo 2012     |
| 3  | Bittersweet          | Una dolce morte                  | 5 ottobre 2011    | 8 marzo 2012      |
| 4  | Maid Man             | Il museo della mafia             | 12 ottobre 2011   | 15 marzo 2012     |
| 5  | CSI Down             | Rimorsi                          | 19 ottobre 2011   | 22 marzo 2012     |
| 6  | Freaks & Geeks       | Il candelabro umano              | 2 novembre 2011   | 29 marzo 2012     |
| 7  | Brain Doe            | Lo scambio                       | 9 novembre 2011   | 5 aprile 2012     |
| 8  | Crime After Crime    | Giustizia è fatta                | 16 novembre 2011  | 12 aprile 2012    |
| 9  | Zippered             | Compagni d'armi                  | 7 dicembre 2011   | 19 aprile 2012    |
| 10 | Genetic Disorder     | Disordini genetici               | 14 dicembre 2011  | 26 aprile 2012    |
| 11 | Ms. Willows Regrets  | I rimpianti di Ms. Willows       | 18 gennaio 2012   | 3 maggio 2012     |
| 12 | Willows in the Wind  | L'addio di Catherine             | 25 gennaio 2012   | 10 maggio 2012    |
| 13 | Tressed to Kill      | Intrecciati per uccidere         | 8 febbraio 2012   | 27 settembre 2012 |
| 14 | Seeing Red           | Sangue                           | 15 febbraio 2012  | 4 ottobre 2012    |
| 15 | Stealing Home        | Affari di famiglia               | 22 febbraio 2012  | 11 ottobre 2012   |
| 16 | CSI Unplugged        | Scientifica in black out         | 29 febbraio 2012  | 18 ottobre 2012   |
| 17 | Trends with Benefits | Gossip fatali                    | 14 marzo 2012     | 25 ottobre 2012   |
| 18 | Malice in Wonderland | Alice nel paese delle cattiverie | 21 marzo 2012     | 1º novembre 2012  |
| 19 | Split Decisions      | DNA identici                     | 4 aprile 2012     | 8 novembre 2012   |
| 20 | Altered Stakes       | Corsa contro il tempo            | 11 aprile 2012    | 15 novembre 2012  |
| 21 | Dune and Gloom       | Dune e oscurità                  | 2 maggio 2012     | 22 novembre 2012  |
| 22 | Homecoming           | Corruzione                       | 9 maggio 2012     | 29 novembre 2012  |

## 73 secondi
- Titolo originale: 73 seconds
- Diretto da: Alec Smight
- Scritto da: Gavin Harris

### Trama
Dopo che Ray ha abbandonato la Scientifica, in quanto licenziato dagli affari interni perché quello di Nate Haskell non fu legittima difesa bensì omicidio, entrano a farne parte D. B. Russell, come nuovo supervisore del turno di notte (all'inizio non visto di buon occhio da Nick), dopo la retrocessione di Catherine, e Morgan Brody, la figlia del vicesceriffo. La squadra dovrà quindi indagare su due casi: una sparatoria con due vittime, avvenuta nel treno navetta di un albergo e la morte di un giovane con la pelle cadente.

## Delitto per delitto
- Titolo originale: Tell-Tale Hearts
- Diretto da: Brad Tanenbaum
- Scritto da: Joe Pokaski e Larry M. Mitchell

### Trama
La squadra ha tre diversi sospettati per un brutale omicidio di un'intera famiglia e deve capire chi dice la verità e come si sono svolti i fatti.

## Una dolce morte
- Titolo originale: Bittersweet
- Diretto da: Frank Waldeck
- Scritto da: Melissa R. Byer e Treena Hancock

### Trama
Nick scopre, durante un appuntamento, alcune parti di un corpo in decomposizione all'interno di un'opera d'arte moderna. Sara prende il caso sul personale, sospettando che dietro a questo crimine ci sia una serial killer rilasciata a causa dei meccanismi burocratici. Nel mentre Greg e Morgan indagano sulla morte di un uomo annegato nel cioccolato.

## Il museo della mafia
- Titolo originale: Maid Man
- Diretto da: Martha Coolidge
- Scritto da: Dustin Lee Abraham

### Trama
L'ex sindaco di Las Vegas Oscar Goodman è stato colpito da un colpo di pistola, mentre teneva il suo discorso al Museo della mafia, e la squadra dovrà indagare sull'accaduto, facendo un'approfondita ricerca sulla storia della città. Nel mentre una cameriera è stata trovata morta in una camera d'albergo, con uno swizzle stick in mezzo alla fronte.

## Rimorsi
- Titolo originale: CSI Down
- Diretto da: Jeffrey Hunt
- Scritto da: Tom Mularz e Gavin Harris

### Trama
Il team indaga quando una vittima di un apparente omicidio, si rialza chiedendo aiuto. Il fatto è che non è solamente una vittima, ma è anche un doppio omicida e riesce a prendere possesso dell'elicottero che lo sta portando in ospedale, nel quale c'è anche Morgan Brody, alla quale la vittima apparente ruba la pistola.

## Il candelabro umano
- Titolo originale: Freaks & Geeks
- Diretto da: Alec Smight
- Scritto da: Christopher Barbour

### Trama
L'omicidio di una popolare performer, famosa per saper trasformare il suo corpo in un candelabro umano, porta il team dietro le scene di un circo ambulante degli orrori.

## Lo scambio
- Titolo originale: Brain Doe
- Diretto da: Brad Tanenbaum
- Scritto da: Gavin Harris

### Trama
La squadra indaga su un incidente stradale, nel quale viene trovato un cervello, non appartenente a nessuna delle vittime.

## Giustizia è fatta
- Titolo originale: Crime After Crime
- Diretto da: Paul McCrane
- Scritto da: Tom Mularz e Richard Catalani

### Trama
La squadra indaga su tre diversi omicidi, tutti collegati ad altri tre omicidi avvenuti nel passato.

## Compagni d'armi
- Titolo originale: Zippered
- Diretto da: Alec Smight
- Scritto da: Joe Pokaski

### Trama
L'omicidio di un Army Ranger in pensione porta l'FBI a collaborare con la Scientifica, con grande disapprovazione di D. B. e Catherine.

## Disordini genetici
- Titolo originale: Genetic Disorder
- Diretto da: Frank Waldeck
- Scritto da: Elizabeth Devine

### Trama
La squadra indaga, cercando di non avere pregiudizi, sulla morte di un uomo, trovato nudo nel letto della moglie del dottor Robbins.

## I rimpianti di Ms. Willows

Catherine si sfoga con D. B.

- Titolo originale: Ms. Willows Regrets
- Diretto da: Louis Shaw Milito
- Scritto da: Christopher Barbour, Don McGill e Christopher Barbour

### Trama
La squadra, con l'aiuto dell'FBI, indaga sulla morte di un avvocato e del suo staff. Il principale sospettato è il ricco marito di un'amica di Catherine, il quale si pensa possa aver ingaggiato dei mercenari per uccidere successivamente anche la propria moglie.

## L'addio di Catherine
- Titolo originale: Willows in the Wind
- Diretto da: Alec Smight
- Scritto da: Christopher Barbour, Richard Catalani, Carol Mendelsohn e Don McGill

### Trama
D.B. e Catherine sono in fuga, dopo il tentato omicidio di quest'ultima da parte dei mercenari, che si pensa siano stati ingaggiati dal marito dell'amica di Catherine. Catherine prende la decisione di lasciare la Squadra, per entrare nell'FBI.

## Intrecciati per uccidere
- Titolo originale: Tressed to Kill
- Diretto da: Brad Tanenbaum
- Scritto da: Ed Whitmore

### Trama
La squadra indaga su una serie di omicidi di varie donne, collegati dal fatto che il killer ha ricreato sul corpo di ognuna di esse l'aspetto di una donna in particolare.

## Sangue
- Titolo originale: Seeing Red
- Diretto da: Frank Waldeck
- Scritto da: Christopher Barbour e Tom Mularz

### Trama
D. B. chiede consiglio alla sua ex collega Julie Finlay su un caso che coinvolge la morte della ex fidanzata di un uomo. Alla fine Russell chiederà a Julie di entrare a far parte del team.

## Affari di famiglia
- Titolo originale: Stealing Home
- Diretto da: Alec Smight
- Scritto da: Treena Hancock e Melissa R. Byer

### Trama
Quando una casa viene rubata a partire dalle sue fondamenta, la squadra dovrà indagare su vari omicidi legati ad essa, basandosi sulle tracce di sangue rimaste.

## Scientifica in black out
- Titolo originale: CSI Unplugged
- Diretto da: Jeffrey Hunt
- Scritto da: Gavin Harris

### Trama
La squadra, a causa di un blackout che ha colpito l'intera città, è costretta a tornare ai vecchi metodi per risolvere un caso di rapimento di un bambino.

## Gossip fatali
- Titolo originale: Trends with Benefits
- Diretto da: Louis Shaw Milito
- Scritto da: Jack Gutowitz

### Trama
La squadra indaga sulla morte di uno studente, la cui foto del cadavere è finita su internet, diventando di tendenza.

## Alice nel paese delle cattiverie
- Titolo originale: Malice in Wonderland
- Diretto da: Alec Smight
- Scritto da: Joe Pokaski

### Trama
Il team viene chiamato a indagare su un omicidio con rapina ad un matrimonio in stile Alice nel paese delle meraviglie. Nel frattempo la madre di Hodges arriva in città per una visita e lui vuole farle credere che Morgan sia la sua ragazza.

## DNA identici
- Titolo originale: Split Decisions
- Diretto da: Brad Tanenbaum
- Scritto da: Michael F.X. Daley e Richard Catalani

### Trama
La squadra di CSI è costretta a chiudere un casinò, per trovare l'omicida di un uomo a cui è stato sparato un colpo a bruciapelo. Troverà però che il DNA dell'omicida, corrisponde a quello di più sospettati.

## Corsa contro il tempo
- Titolo originale: Altered Stakes
- Diretto da: David Semel
- Scritto da: Elizabeth Devine, Melissa R. Byer e Treena Hancock

### Trama
Nick scopre che uno dei criminali che aveva messo in prigione in passato sta per avere un cambio di sentenza per via di un appello e la squadra deve fare in modo di provare la colpevolezza dell'uomo, prima che venga rilasciato.

## Dune e oscurità
- Titolo originale: Dune and Gloom
- Diretto da: Jeffrey Hunt
- Scritto da: Tom Mularz

### Trama
Durante una gara di fuoristrada una vettura esplode e il pilota perde la vita. La squadra è chiamata a scoprire se si è trattato di un incidente o di un omicidio volontario.

## Corruzione
- Titolo originale: Homecoming
- Diretto da: Alec Smight
- Scritto da: Christopher Barbour, Don McGill e Larry M. Mitchell

### Trama
La squadra indaga su tre cadaveri che sono stati ritrovati a pochi isolati da un evento politico. Inoltre, un vecchio nemico della squadra, il vice sceriffo McKeen, inizia a minacciare la sua stabilità: infatti sparano a Conrad Ecklie, la nipote di Russell viene rapita e Nick pensa di abbandonare il team.